# Роял Чартер
Роял Чартер (англ. Royal Charter, Королевская хартия) — английский паровой клипер, который потерпел крушение у пляжа Порт-Хелаэт в заливе Дулас на северо-восточном побережье Англси, Уэльс, 26 октября 1859 года. Погибло около 450 человек, самое большое число погибших среди всех кораблекрушений у берегов Уэльса. Точное количество погибших неизвестно, поскольку полный список пассажиров был утерян во время крушения, хотя неполный список (не включая тех, кто поднялся на борт непосредственно перед отплытием) хранится в Викторианском архивном центре в Виктории, Австралия. Роял Чартер был самым заметным среди примерно 200 кораблей, потерпевших крушение во время шторма 26 октября.
Роял Чартер был построен на заводе Sandycroft Ironworks на реке Ди и спущен на воду в 1855 году. Это был корабль нового типа, 2719-тонный паровой клипер с железным корпусом, построенный так же, как клипер, но с вспомогательным паровым двигателем, которые можно было использовать при отсутствии подходящего ветра.